# Pure Jerry: Warner Theatre, March 18, 1978
Pure Jerry: Warner Theatre, March 18, 1978 est un coffret de deux CD retraçant l'intégralité des deux concerts donnés, un en matinée (CD1), l'autre en soirée (Titre 7 du CD1 + CD2), par le Jerry García Band au Warner Theatre de Washington le 18 mars 1978.

## Jerry García Band
- Buzz Buchanan – batterie
- Jerry Garcia – guitare, voix
- Keith Godchaux – claviers
- Donna Jean Godchaux– chœurs
- John Kahn – basse
- Maria Muldaur – chœurs

## Liste des titres

### CD1 – Matinée
1. I Second That Emotion (Smokey Robinson, Al Cleveland) – 9:53
2. They Love Each Other (Jerry Garcia, Robert Hunter) – 7:24
3. Knockin' on Heaven's Door (Bob Dylan) – 11:02
4. That's What Love Will Make You Do (James Banks, Eddie Marion, Henderson Thigpen) – 10:31
5. Love in the Afternoon (John Kahn, Hunter) – 9:34
6. Mystery Train (Junior Parker, Sam Phillips) — 8:56
7. The Harder They Come (Jimmy Cliff) (soirée) – 12:35

### CD2 – Soirée
1. Mission in the Rain (Garcia, Hunter) – 11:25
2. Simple Twist of Fate (Dylan) – 9:17
3. Midnight Moonlight (Peter Rowan) – 11:17
4. Gomorrah (Garcia, Hunter) – 6:37
5. Cats Under the Stars (Garcia, Hunter) – 8:01
6. I'll Be with Thee (traditional) – 5:53
7. Lonesome and a Long Way from Home (Delaney Bramlett, Leon Russell) – 19:48
8. Palm Sunday (Garcia, Hunter) – 4:21